# 準用
準用（mutatis mutandis；類推適用；比照適用；在細節上作必要的變更；就實際的情形；在細節上做必要的修正；援用）為一邏輯、法律等方面之用語；其等位的拉丁語<mutatis mutandis>是一個中世紀拉丁語，意即“已經做出必要的改變”或“一旦做出必要的改變”。
在法律上而言，準用要有法律的明文規定，再而能節省法條的重複使用；或有謂法律明文規定的類推適用。再則<mutatis mutandis>這組字詞仍然保留拉丁語的原型還沒有融入英語詞構裡，因此在英語系國家<mutatis mutandis>一詞的書面語形式通常用斜體字表示。準用一詞在許多國家被用來表示認可，即進行某些比較明顯需要的改變，而這些改變是未說明的。也不要與類似的拉丁語短語<ceteris paribus>(其他條件不變)一詞相混淆，因其排除了明確提到的以外之任何更改。準用(mutatis mutandis)越來越多地在許多國家被非拉丁語替代，例如英語使用<without loss of generality>(不失一般性)一詞，不過仍然用於法律，經濟學，數學，語言學及哲學。 特別地在邏輯中討論到反事實條件時會用到，而且用"準用"一詞來表示先前已經討論過的所有的初始及衍生性變化的現象。

## 外部連結
- 在細節上作必要的變更,mutatis mutandis （页面存档备份，存于）
- 推定、視為、適用、準用、類推適用，傻傻分不清 （页面存档备份，存于）

- Mutatis Mutandis （页面存档备份，存于）